# Habenaria villosa
Habenaria villosa är en orkidéart som beskrevs av Robert Allen Rolfe. Habenaria villosa ingår i släktet Habenaria och familjen orkidéer. Inga underarter finns listade i Catalogue of Life.